# Jacques Laurent (résistant)
Pour les articles homonymes, voir Jacques Laurent (homonymie).
Jacques Laurent (né le 15 mai 1918 à Vichy et mort en déportation à Buchenwald le 5 février 1944) est un résistant et un poète français. 

## Biographie

### Origines
Son père Claudius est un instituteur originaire côté paternel du nord de la France, avec un grand-père mineur, et côté maternel du nord-ouest de l'Allier avec un grand-père bucheron dans la forêt de Tronçais. Grièvement blessé lors de la bataille de la Marne au début de la Première Guerre mondiale, en septembre 1914, Claudius Laurent est amputé d'une main. En 1915, réformé, il reprend son métier d'instituteur, à Vichy. Il milite à l'ARAC, l'Association républicaine des anciens combattants, une organisation de gauche. La mère de Jacques Laurent, Yvonne, née en 1894 à Vendat (commune de la campagne vichyssoise), est la fille de deux instituteurs de Vichy, décrits comme  « vrais républicains et défenseurs des travailleurs » et issus de familles paysannes d'Auvergne. Elle suit une scolarité au lycée de jeunes filles de Moulins,. Plus tard, elle devient membre de la section vichyssoise du Comité mondial des femmes et en 1936, elle adhère au Parti communiste (elle n'y avait pas adhéré plus tôt en raison des réticences de son mari qui n'en était pas membre).

### Jeunesse

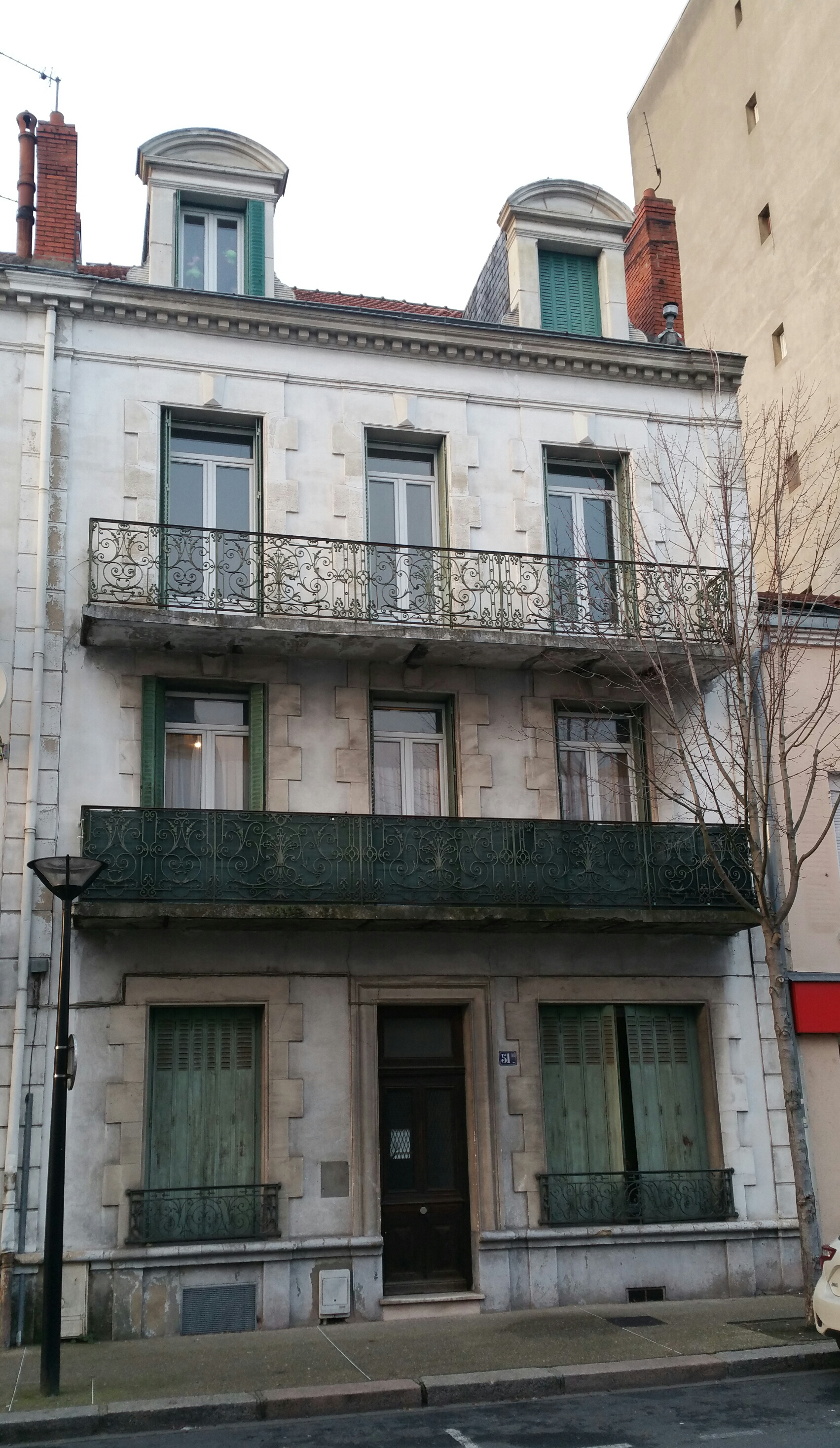
L'immeuble du 51 bis de la rue de la Gare (aujourd'hui avenue du Président-Doumer) à Vichy, où est né Jacques Laurent.

Jacques nait à Vichy, au 51 bis rue de la Gare (aujourd'hui avenue du Président-Doumer) au domicile de ses parents. Il passe son enfance et adolescence dans l'Allier, à Vichy, Cusset et Montluçon. En 1935, il est « adopté par la Nation », par décision du tribunal civil de Cusset. Il adhère à la Fédération du théâtre ouvrier de France (FTOF) et participe à un centre d'aide aux Républicains espagnols. Il devient ami avec Henri Peigue, un apprenti électricien de Vichy mais qui est aussi poète et auteur de nouvelles inspirées par la littérature prolétarienne.
Il passe son baccalauréat au lycée de Montluçon, puis part à la faculté des lettres de Grenoble, où il commence une licence de philosophie,. Pendant ses études, il devient membre du bureau de l'Union fédérale des étudiants (UFE) et en 1939, responsable de la section locale de l'Union des étudiants communistes (UEC) qui vient d'être créée au niveau national.

### Seconde Guerre mondiale, résistance et déportation
Il est mobilisé en septembre 1939 et affecté au dépôt d'infanterie no 132 à Clermont-Ferrand. Il est réformé temporairement le 13 novembre 1939. Il reprend alors ses études à Grenoble en avril 1940. À l'été 1940, délégué des étudiants de l'Isère, il est l'un des organisateurs du mouvement patriotique étudiant, qu'il développe à Clermont-Ferrand et à Grenoble. Il aurait participé à la manifestation étudiante et lycéenne à l'Arc de Triomphe à Paris le 11 novembre 1940. Il est arrêté une première fois en mai 1941 à Grenoble, pour distribution de tracts et activités communistes. Jugé le 24 juin, il est condamné à 14 mois de prison et incarcéré à la prison Montluc à Lyon. Il se marie en prison le 24 juillet avec Anna Semenof. En juillet 1941, sur appel du procureur, il est rejugé une seconde fois et plus lourdement condamné : 2 ans de prison. Il est libéré en juillet 1942. Il s'engage alors au sein du mouvement de résistance Libération-Sud. Il est de nouveau arrêté en septembre 1943 par la Gestapo, dans le train entre Grenoble et Lyon, sa valise pleine de tracts avec un poème antifasciste intitulé La Mort en Italie et d'exemplaires du journal Libération. De nouveau interné à Montluc puis à Compiègne, il est déporté au camp de Buchenwald le 14 décembre 1943 dans le convoi n° I.161 avec 992 autres détenus. Il est affecté au block 34.

### Décès
Début 1944, ses gardiens le transférèrent sous une tente, l'isolant du reste du baraquement, pour une maladie considérée « sans gravité ». Selon le registre des décès de Buchenwald, il meurt le 31 janvier 1944 à 23h30 de « scarlatine ». Mais l'état civil de Vichy le dit mort le 5 février 1944, comme le Journal officiel N° 2 du 4 janvier 1994. C'est aussi la date qui apparait sur sa carte de déporté-résistant établie à titre posthume pour ses ayants droit en avril 1955. Il avait 25 ans.

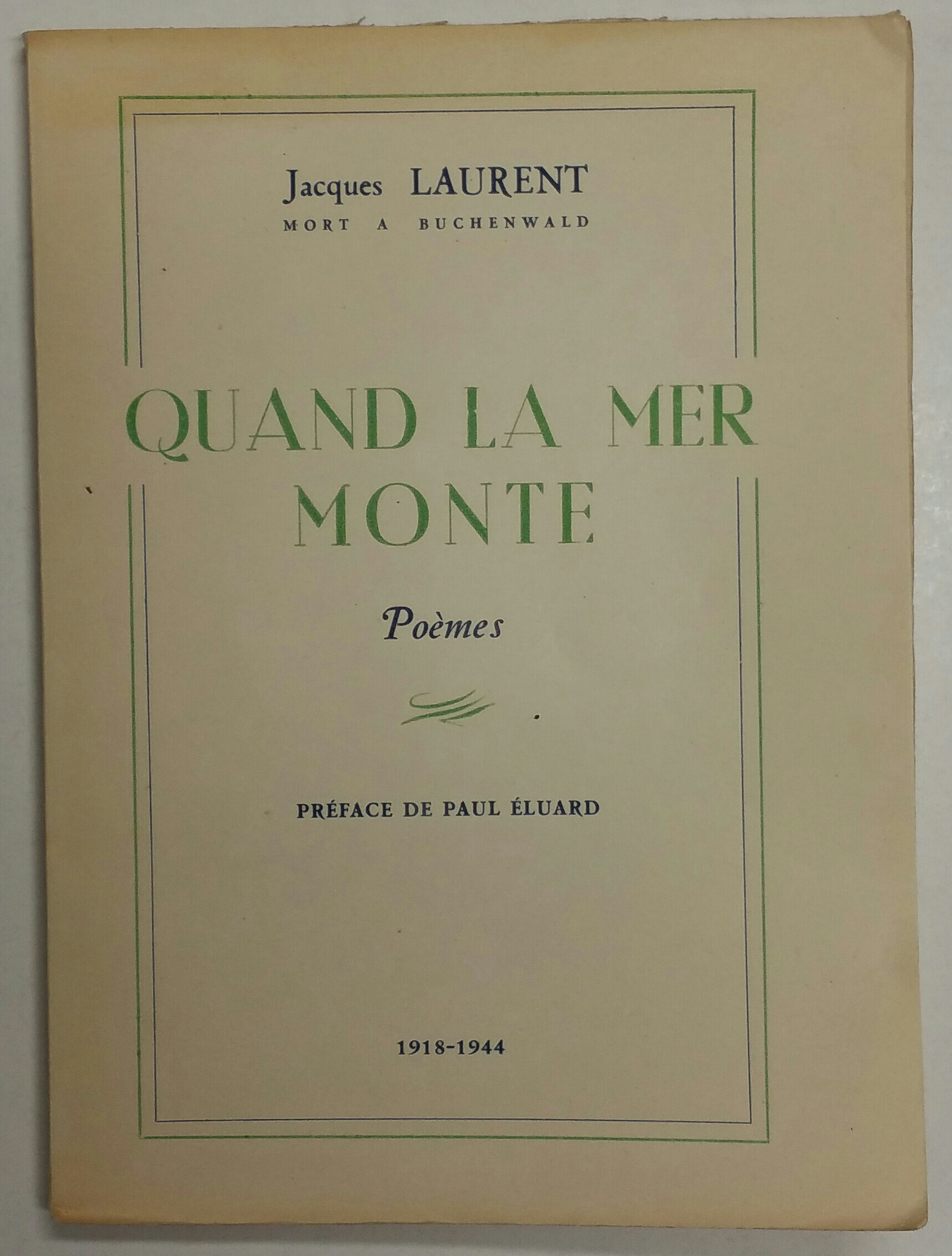
Couverture du recueil Quand la mer monte, paru en 1947 et préfacé par Paul Éluard

## Poésie
Dans sa poésie, Jacques Laurent évoque les bois, les neiges, les champs, la vie mais surtout la paix des hommes. Elle montre qu'il avait été très marqué par la guerre d'Espagne, la crise de Dantzig et en colère contre les accords de Munich. 
Jacques Laurent n'aura pas été publié de son vivant. Ses poèmes les plus connus sont rassemblés dans un recueil intitulé Quand la mer monte, préfacé par Paul Éluard et publié en 1947.  Ces poèmes furent écrits au moment de son engagement à Libération-Sud. Jacques Laurent en écrivit également à Buchenwald mais ils furent perdus. 
L'ouvrage fit l'objet d'une critique très positive en 1949 dans Les Lettres françaises, revue littéraire proche du Parti communiste (« Ce jeune poète que nous avons déjà perdu à l'heure où nous le découvrons, est désormais inoubliable. »)
En mars 1958, la revue Europe publia quelques uns de ses poèmes écrits entre 1939 et 1943, là encore préfacés par Paul Éluard qui considérait que Jacques Laurent avait les qualités d'un grand poète.

## Distinctions

### Décorations
- Chevalier de la Légion d'honneur à titre posthume[4] ,[6],[Note 3] ;
- Croix de guerre 1939–1945 avec palmes à titre posthume[4] ;
- Médaille de la Résistance française à titre posthume (décret du 7 novembre 1958)[4].

### Reconnaissance
- Son nom figure au Panthéon à Paris, sur la liste des écrivains et poètes « morts pour la France »[4], gravée sur un des piliers intérieurs.
- Une école primaire de Vichy porte son nom. Le conseil municipal de la ville décide en mai 1968, au cinquantenaire de sa naissance, de donner son nom à une nouvelle école primaire de la ville[4],[Note 4]. Lors de son inauguration l'année suivante Pierre Villon dira : « Il faut que les écoliers soient fiers du nom de leur école, que Jacques Laurent ne soit pas pour eux une statue figée, une image d'Épinal mais un grand frère qui sut choisir une cause juste. »[5].